# Портрет принца Бальтазара Карлоса с карликом
«Портрет принца Бальтазара Карлоса с карликом» (исп. El príncipe Baltasar Carlos con un enano) — один из портретов наследника испанского престола, написанных Диего Веласкесом.

## Описание
Принц, несмотря на свой младенческий возраст, изображен торжественно позирующим по всем канонам парадного портрета. Его одеяния подчеркивают его высокий статус. На нем тёмно-зелёный, расшитый золотом «военный мундир», (включая миниатюрную кирасу), алая перевязь и кружевной «вандейковский» воротник. В одной руке он держит маршальский жезл, другая покоится на рукояти шпаги. Рядом на подушке покоится головной убор с роскошным пером. Все это — символы генеральского ранга. Изображенный рядом карлик (или карлица) держит яблоко и погремушку, и контрастирует с наследником могущественной империи, который «не нуждается» в этих обычных детских атрибутах. Оба стоят на ковре, позади них — красные драпировки, также традиционный атрибут парадного портрета.

## История
Принц Бальтазар Карлос родился 17 октября 1629 в Мадриде и умер 9 декабря 1646 года в Сарагосе. На картине есть частично стертая надпись «Aetatis AN… / MENS 4», которая позволяет предположить, что портрет написан, когда принцу был 1 год и 4 месяца — в марте 1631 года.
Согласно первому биографу художника Франсиско Пачеко, после своего первого путешествия в Италию, «Веласкес вернулся в Мадрид после полуторагодового отсутствия и прибыл в начале 1631 года. Он был очень хорошо принят графом-герцогом, который приказал ему пойти и поцеловать руку Его Величества с глубочайшими благодарностями за то, что тот не призвал другого живописца, а предпочел дожидаться его, чтобы написать портрет принца, который он и сделал незамедлительно». Предположительно, речь идет именно об этом портрете. Однако, поскольку биограф не упоминает о карлике, некоторые предполагают, что речь идет о портрете принца кисти Веласкеса, находящемся в коллекции Уоллес, где тот изображен один. Однако там ему около трех лет, так что это не может быть «самый первый» портрет принца.
Дж. Браун и Дж. Г. Эллиот считали, что на портрете носит костюм, схожий по описанию письменного источника с тем, который он надевал на церемонию торжественной присяги кортесов, которая состоялась в Сан-Херонимо 7 марта 1632 году. Поэтому они предполагают, что портрет был написан, когда принцу было 2,4 года, а не 1,4. То, что карлик держит яблоко и погремушку, они расценивают как символическое обозначение королевских символов — скипетра и державы.
Хосе Камон Азнар указал, что костюм карлика, включающий ожерелье, является женским. Браун допускает эту гипотезу. Традиционная идентификация карлика как Франсиско Лескано по прозвищу «Дитя из Вальескаса» (он же на другом портрете кисти Веласкеса) была предложена Морено Вильей, который предположил, что портрет в таком случае написан в 1634 году, когда Лескано поступил на службу к принцу. Однако поскольку картина явно написана до этой даты, карлик не может быть Лескано. Его динамичная поза натолкнула Панторбу на мысль, что он был добавлен на картину позднее.
Хулиан Гальего, чтобы решить проблему несочетания хронологии, выдвигает, как он сам пишет, «рискованную идею», что портрет написан в излюбленном Веласкесом жанре «картина в картине»: то есть карлик изображен на фоне парадного портрета принца, а линия ковра — это граница реального мира и заднего полотна. Это, по его мнению, «объясняет стилистистическую разницу, замеченную Панторбой, и полотно может восприниматься, как одна из визуальных игр, столь любимых Веласкесом и творческими умами его времени, которые восхищались путаницей между миром реальным и изображенным».
Картина, очевидно, была написана для испанского (или австрийского) королевского двора, однако её судьба не задокументирована до 1769 года, когда она впервые упоминается, как покупка, сделанная в итальянском городе Парма Генри Говардом, 4-м графом Карлайл. В замке Говард она находилась до 1900 года, когда Джордж Джеймс Говард, 9-й граф Карлайл, не продал её. Картина попала в Knoedler and Co., где был установлен её провенанс. Она была продана за 80 тысяч долларов и в 1901 попала в Бостонский музей.
До XIX века считалось, что автором картины является Корреджо, и изображает она одного из герцогов пармских.